# NME

Logotipo da NME

New Musical Express (também conhecida como NME) é uma revista britânica de música publicada semanalmente desde março de 1952. Foi o primeiro jornal britânico que incluía o top de singles que apareceu na edição de 14 de novembro de 1952. A sua popularidade veio a crescer e nos anos 70 tornou-se na revista de música mais vendida do Reino Unido.

## Anos 90
NME, pode ser entendido como um trocadilho com a palavra inglesa enemy, inimigo em português. Contudo, isto nunca foi oficialmente confirmado. A NME começou a escrever, ainda que muito lentamente, sobre bandas dos Estados Unidos, principalmente de Seattle. Estas novas bandas iriam formar um novo movimento musical designado Grunge tal como Nirvana e Pearl Jam às quais o NME só se interessou mais depois do álbum Nevermind ser lançado e ganhar uma grande popularidade. Apesar de ainda apoiar bandas britânicas, a revista ficou dominada pelas bandas americanas.
Em abril de 1994, o vocalista dos Nirvana, Kurt Cobain morreu e isso veio a afetar não só os fãs e leitores da NME como a cena musical no Reino Unido. O Grunge viria a ser substituído pelo britpop. Os Blur lançaram o Parklife na mesma altura da morte de Cobain e o crescimento da banda Oasis, o britpop estava mais popular que nunca. Os Blur e os Oasis eram, nesta altura, as duas bandas mais populares do Reino Unido e as vendas da NME estavam a crescer graças a este efeito. Em agosto de 1995,  os Blur e os Oasis iam lançar singles no mesmo dia e a NME fez disso notícia de primeira página. Os Blur "ganharam a corrida nos tops" e a NME continuou a escrever sobre isso, continuando com boas vendas. Nos anos seguinte, o britpop mostrou sinais de declínio e isto deixou o jornal "sem rumo".

## Década 2000
A NME sobreviveu reafirmando a sua posição como uma influência para nova música e ajudou bandas em ascensão como The Strokes, The Libertines e os The White Stripes à qual o jornal apelidou como "Revolução do Novo Rock". O NME também escreveu sobre alguns eventos de hip-hop e pôs na capa grupos de R&B como Outkast e Destiny's Child, mas estas mais uma vez mostraram-se pouco apelativas.
A revista começou a ter mais popularidade com o aparecimento de novas bandas britânicas como os Franz Ferdinand e Kaiser Chiefs, apelidadas de "indie music". Este sucesso levou a bandas como Arctic Monkeys a terem um sucesso extremo e a serem um fenómeno desde o britpop.